# Vaccinium appendiculatum
Vaccinium appendiculatum är en ljungväxtart som beskrevs av Schlechter. Vaccinium appendiculatum ingår i Blåbärssläktet, och familjen ljungväxter. Inga underarter finns listade i Catalogue of Life.